# مرسيدس لي
مرسيدس لي (بالإنجليزية: Mercedes Leigh)‏ هي ممثلة أمريكية، (ولدت في أتلانتا في الولايات المتحدة 1867  م).